# Marie Bäumer
Pour les articles homonymes, voir Bäumer.
Marie Bäumer, née le 7 mai 1969 à Düsseldorf sous le nom de Henrike Marie Bäumer, est une actrice allemande.

## Biographie

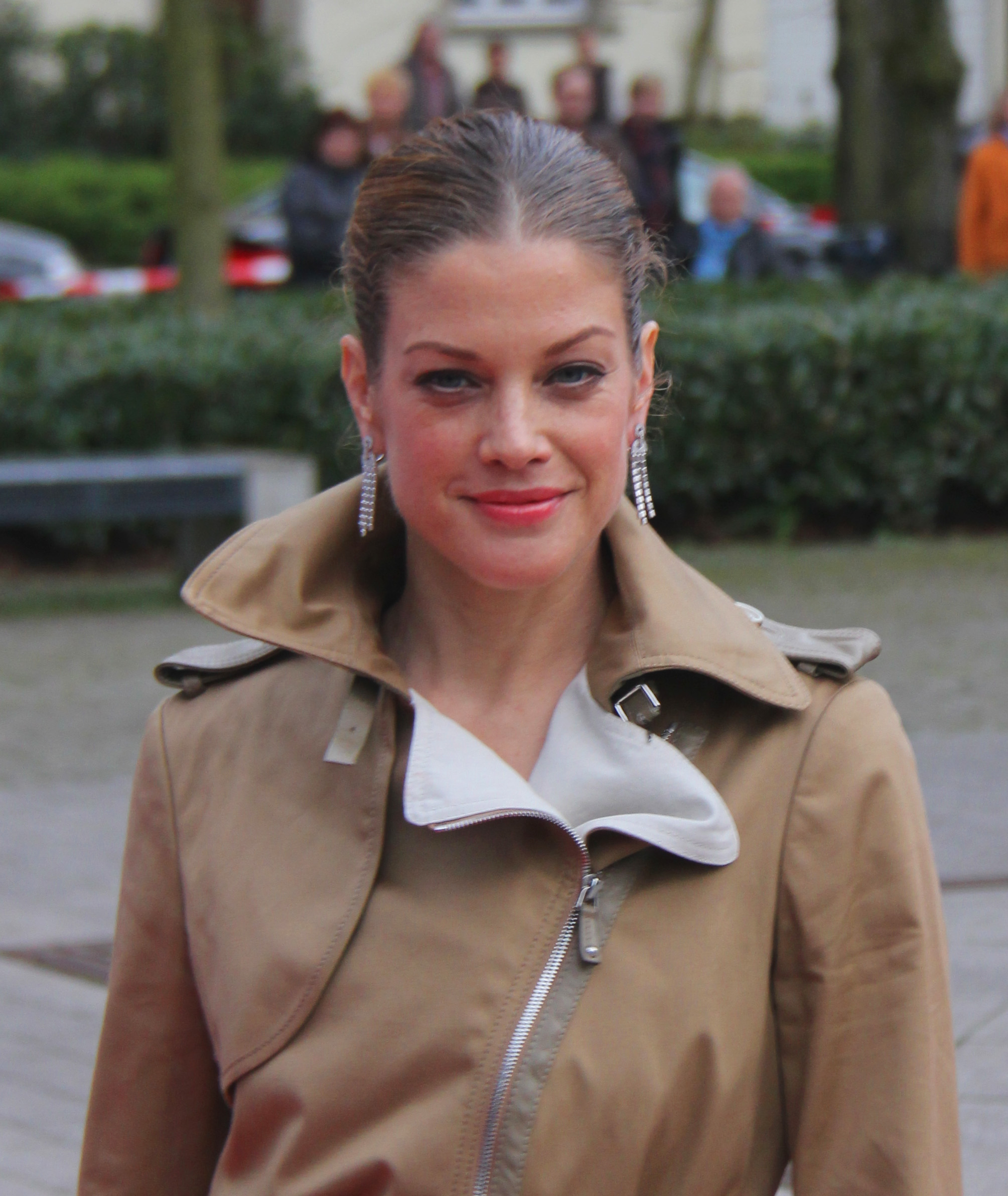
Marie Bäumer en 2011.

Marie Bäumer est la fille d'un architecte et d'une psychothérapeute et, bien qu'elle soit née en Rhénanie-du-Nord-Westphalie, c'est à Hambourg qu'elle grandit, fréquentant d'abord le Gymnasium Blankenese et terminant ses études secondaires dans un établissement pratiquant la pédagogie Steiner-Waldorf. Sa formation d'actrice commence en 1992 à la Scuola Teatro Dimitri à Verscio, dans le Tessin, et au studio 033 à Hambourg (Hochschule für Musik und Theater Hamburg). Déjà à cette époque, elle réussit à percer grâce à la comédie cinématographique de Detlev Buck Männerpension. Pour son rôle dans Bonjour l'angoisse d'Oskar Roehler, elle reçoit en 2002 le prix de la Meilleure actrice aux Prix du film bavarois (Bayerischer Filmpreis) et aux prix de la critique cinématographique allemande (Preis der deutschen Filmkritik). De plus, en raison d'une certaine ressemblance, certains critiques la comparent à Romy Schneider. En 2002, elle tient également le rôle de Caroline Bonaparte dans la mini-série Napoléon.
Dans le drame allemand de Nicolai Rohde 10 secondes jusqu'au crash sorti en 2008, Marie Bäumer incarne Franziska Hofer, épouse de l'aiguilleur du ciel Markus Hofer, coresponsable d'un accident d'avion.
À côté de son activité cinématographique, elle continue à exercer au théâtre : elle joue ainsi en 1995 Menschenhaß und Reue, une pièce mise en scène par Dieter Löbsch au Theater im Zimmer de Hambourg ; en 1996 elle joue au Theater im Kampnagel dans la pièce Silikon, mise en scène par Falk Richter. En 2007, à l'appel du Festival de Salzbourg, elle joue la Maîtresse dans la pièce de Hugo von Hofmannsthal, Jedermann.
En 2018, elle joue le rôle de Romy Schneider dans le film Trois jours à Quiberon.
Marie Bäumer a eu un fils avec l'acteur Nicki von Tempelhoff (de) dont elle s'est séparée en juillet 2009.
Depuis 2007, elle vit à Saint-Didier, en Provence.

## Filmographie partielle

### Cinéma
- 1995 : Männerpension de Detlev Buck
- 1996 : Sieben Monde de  Peter Fratzscher
- 2001 : Qui peut sauver le Far West ? (Der Schuh des Manitu) de Michael Herbig
- 2001 : She - Herrscherin der Wüste de Timothy Bond
- 2002 : Poppitz de Harald Sicheritz
- 2002 : Viel passiert - Der BAP-Film (documentaire) de Wim Wenders
- 2003 : Adam & Eva de Paul Harather
- 2003 : Bonjour l'angoisse (Der alte Affe Angst) d'Oskar Roehler
- 2004 : La ferme se rebelle : voix allemande de Mrs. Calloway
- 2005 : Swinger Club de Jan Schütte
- 2006 : Les Faussaires de Stefan Ruzowitzky
- 2007 : Armin d'Ognjen Sviličić
- 2008 : 10 secondes jusqu'au crash de Nikolai Rohde : Franziska Hofer
- 2009 : Mitte Ende August de Sebastian Schipper
- 2014 : Pour ton anniversaire (Zum Geburtstag), réalisé par Denis Dercourt
- 2015 : En équilibre de Denis Dercourt
- 2018 : Trois jours à Quiberon d'Emily Atef : Romy Schneider

### Télévision
- 1994 : Das Schwein – Eine deutsche Karriere d'Ilse Hofmann
- 1995 : Fünf Millionen und ein paar Zerquetschte d'Andy Bausch
- 1996 : Kalte Küsse de Carl Schenkel
- 1997 : König auf Mallorca de Krystian Martinek
- 1998 : Neonnächte de  Peter Ily Huemer
- 1999 : Latin Lover - Wilde Leidenschaft auf Mallorca d'Oskar Roehler
- 2000 : Krieger und Liebhaber d'Udo Wachtveitl
- 2001 : Résurrection de Vittorio et Paolo Taviani : Missy
- 2002 : Napoléon d'Yves Simoneau : Caroline Bonaparte
- 2004 : Wellen de Vivian Naefe
- 2005 : Souvenirs douloureux de Stefan Krohmer
- 2005 : Heimliche Liebe - Der Schüler und die Postbotin de Franziska Buch
- 2005 : Dresden (en) de Roland Suso Richter
- 2007 : Muttis Liebling de Xaver Schwarzenberger
- 2007 : Alte Freunde de Friedemann Fromm
- 2009 : Haus und Kind d'Andreas Kleinert
- 2010 : Die Grenze de Roland Suso Richter
- 2010 : Der letzte Weynfeldt d'Alain Gsponer
- 2012 : L'Enfant de personne d'Urs Egger
- 2014 : Intime conviction de Rémy Burkel
- 2015 : Lettre à ma vie de Urs Egger
- 2016 : Zwei im Wilden Westen de Wolf von Truchsess, Petra Maier et Felicitas Hammerstein
- 2016 : Gotthard de Urs Egger : Lina
- 2017 : Ferien vom Leben de Sophie Allet-Coche : Carolin
- 2018 : The Team de Kasper Gaardsøe : Barbara

## Distinctions
- 2002 : Jupiter Awards – Meilleure actrice allemande pour Qui peut sauver le Far West ?
- 2002 : prix du Film bavarois (Bayerischer Filmpreis) en tant que Meilleure interprète comme « Marie » dans le film Bonjour l'angoisse
- 2003 : prix de la critique cinématographique allemande (Preis der deutschen Filmkritik)en tant que Meilleure interprète
- 2006 : Jupiter Awards – Meilleure interprète à la télévision pour Ein toter Bruder
- 2018 : prix d'interprétation féminine au Festival 2 Valenciennes pour Trois jours à Quiberon.
- 2018 : Deutscher Filmpreis de la meilleure actrice pour Trois jours à Quiberon.
- 2019 : Lola de la meilleure actrice pour Trois Jours à Quiberon